# Nonoai (Santa Maria)
Nonoai és un barri de la ciutat brasilera de Santa Maria, Rio Grande do Sul. El barri està situat al districte de Sede.

## Villas
El barri amb les següents villas: Conjunto Residencial João Rolim, Nonoai, Parque Residencial Jardim Tamanday, Parque Residencial Panorama, Vila Nonoai.

## Galeria de fotos
| Centro Nossa Senhora Medianeira | Centro / Nossa Senhora de Lourdes                   | Nossa Senhora de Lourdes |
| Nossa Senhora Medianeira        |                                                     | Nossa Senhora de Lourdes |
| Nossa Senhora Medianeira        | Nossa Senhora Medianeira / Nossa Senhora de Lourdes | Nossa Senhora de Lourdes |